# HD 131432
HD 131432，又名CD-3210457，SAO 206079、HR 5549，是一颗恒星，视星等为5.82，位于銀經330.61，銀緯22.87，其B1900.0坐标为赤經14h 48m 31.3s，赤緯-32° 22.87′ 33″。